# Kunstturm (Weimar)

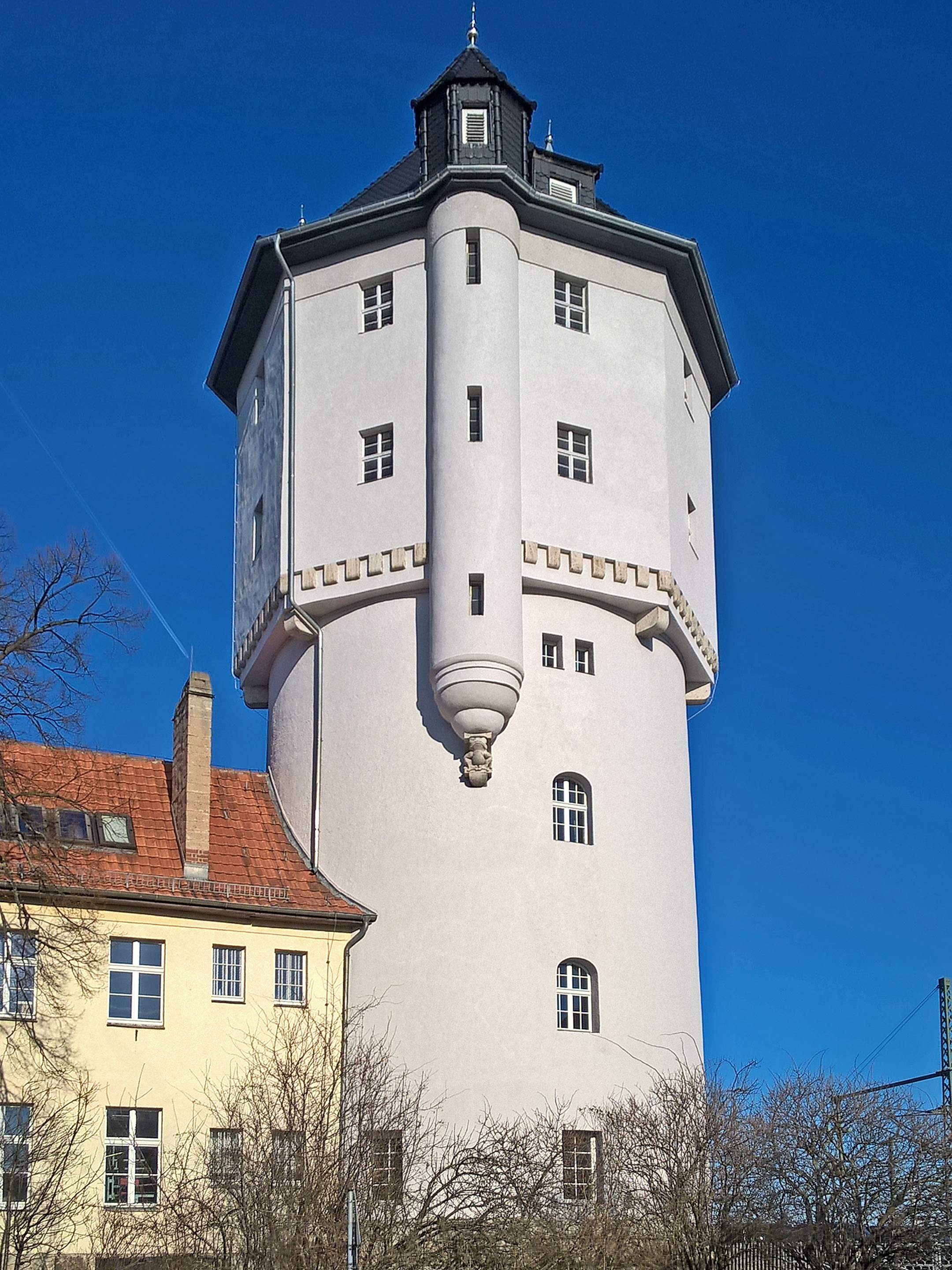
Kunstturm in Weimar

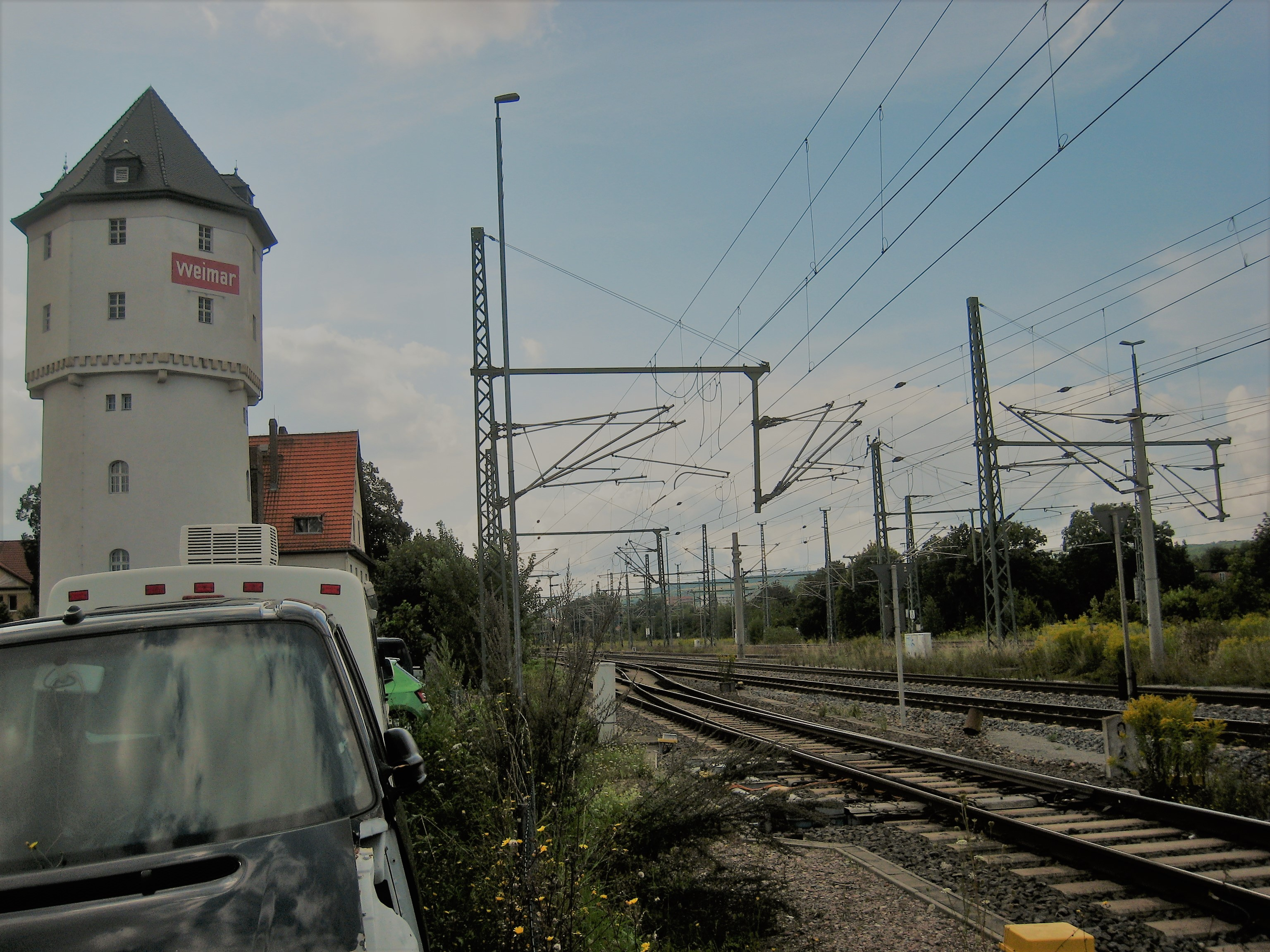
Kunstturm mit Inschrift und Geleisen

Der Kunstturm oder KunstTurm in Weimar in der Bahnstraße 1, gelegen zwischen Friedrich-Ebert-Straße und der Schlachthofstraße unweit des Hauptbahnhofs, ist ein ehemaliger Wasserturm in der  Nordvorstadt. Der ehemalige Behälter mit achteckigem Grundriss ruht auf einem runden Unterbau.
Der Wasserturm wurde 1911 im Zusammenhang mit dem Neubau des Weimarer Bahnhofs geplant und in den Jahren 1912 bis 1916 gebaut. Der Behälter fasste 400.000 Liter Wasser. Über 60 Jahre lang wurde hier Druckwasser für den Bahnbetrieb erzeugt. Der Behälter wurde aus dem städtischen Wasserversorgungsnetz gefüllt. Mit der Elektrifizierung der Bahn verlor der Wasserturm seine Funktion.
Der stadtbildprägende Turm hat eine Höhe von 35 Metern und wird mittlerweile als Sozialgebäude mit vier Etagen genutzt. Im Anbau des Turmes werden Ferienwohnungen vermietet. 
Der Kunstturm besitzt eine große Aufschrift in Richtung zu den Bahnschienen. Auf rotem Feld steht in weißen großen Buchstaben: WEIMAR. Es fanden hier auch Veranstaltungen statt. Im Jahre 2004 wurde der Turm von dem Künstler Jeremias Freesemann zur Kunst- und Veranstaltungslocation ausgebaut. 2020 wurde, nach langem Lockdown, der Wasserturm erneut umgebaut. Mittlerweile befinden sich zwei Wohnungen in dem Turm. 
Der Kunstturm samt dem Übernachtungsgebäude steht auf der Liste der Kulturdenkmale in Weimar.